# Penangiana pallida
Penangiana pallida är en insektsart som beskrevs av Mahmood 1967. Penangiana pallida ingår i släktet Penangiana och familjen dvärgstritar. Inga underarter finns listade i Catalogue of Life.